# Heteronympha legana
Heteronympha legana är en fjärilsart som beskrevs av Couchman 1954. Heteronympha legana ingår i släktet Heteronympha och familjen praktfjärilar. Inga underarter finns listade i Catalogue of Life.